# 孤芳吟
〈孤芳吟〉，古琴曲。《琴谱正传》、《太音傳習》、《杏莊太音补遗》中均撰刊了此曲。

## 解題
萧鸾《杏莊太音补遗》：「杏庄老人曰，衆芳搖落，挺然獨秀於風雪之中。蓋植物之操節者也。」

## 相关资料
1. ↑  存见古琴曲谱辑览 查阜西 人民音乐出版社 2003年版
2. ↑   杏莊太音补遗 萧鸾 明嘉靖三十六年